# Somersham, Cambridgeshire
Somersham är en ort och civil parish i Storbritannien.   Den ligger i distriktet Huntingdonshire i grevskapet Cambridgeshire i riksdelen England, i den sydöstra delen av landet, 100 km norr om huvudstaden London. Somersham ligger 12 meter över havet och antalet invånare är 3 575.
Terrängen runt Somersham är platt. Runt Somersham är det ganska tätbefolkat, med 134 invånare per kvadratkilometer. Närmaste större samhälle är Huntingdon, 13,9 km väster om Somersham. Trakten runt Somersham består till största delen av jordbruksmark.